# Gelsmühle
Gelsmühle ist ein Gemeindeteil der Gemeinde Wittelshofen im Landkreis Ansbach (Mittelfranken, Bayern). Gelsmühle liegt in der Gemarkung Untermichelbach.

## Geographie
Die Einöde liegt am rechten Ufer der Sulzach. Die Kreisstraße AN 41 führt nach Gelshofen (0,7 km nordwestlich) bzw. nach Untermichelbach (0,5 km südöstlich).

## Geschichte
Bei der Gelsmühle führte der Limes zwischen den Wachposten 13/17 und 13/18 über die Sulzach. Dieser 38 m breite Übergang, am heutigen Altwasser, bestand im Vorfeld aus mächtigen Quadern von 2⁄5 Kubikmetern mit einer Fundamentstärke von 1,25 m bis 1,45 m und Öffnungen für das Hochwasser. Den eigentlichen Übergang bildete ein Steg auf je drei nebeneinander stehenden hölzernen Stützpfeilern im Abstand von 3 m, um bei Hochwasser Astwerk entfernen zu können.
Gelsmühle lag im Fraischbezirk des ansbachischen Oberamtes Wassertrüdingen. Das Anwesen hatte die Reichsstadt Dinkelsbühl als Grundherrn. Die Abgaben gingen an das Dinkelsbühler Spital. Von 1797 bis 1808 unterstand der Ort dem Justiz- und Kammeramt Wassertrüdingen.
Infolge des Gemeindeedikts wurde Gelsmühle dem 1809 gebildeten Steuerdistrikt Wittelshofen und der Ruralgemeinde Untermichelbach zugewiesen. Am 1. Juli 1972 wurde Gelsmühle im Zuge der Gebietsreform in Bayern nach Wittelshofen eingegliedert.

### Ehemaliges Baudenkmal
- Mühle. Schlussstein der Stichbogentüre des 1952 weitgehend neu erbauten Wohn- und Mühlengebäudes bezeichnet „JLW“ (=Wellhöfer) „1853“. Rückseitig Inschriftenstein: „17 ILR 78“. Der zugehörige, massive Scheunenbau vermutlich noch aus dem 18. Jahrhundert. Zwei Korbbogentore, ein Schlussstein an der Unterseite bezeichnet „CHB“, übrige Inschrift nicht mehr lesbar.[10]

### Einwohnerentwicklung
| Jahr      | 001818 | 001840 | 001861 | 001871 | 001885 | 001900 | 001925 | 001950 | 001961 | 001970 | 001987 |
| Einwohner | 7      | 8      | *      | 11     | 7      | 14     | 11     | 13     | 15     | 8      | 8      |
| Häuser    | 1      | 1      |        |        | 1      | 2      | 1      | 1      | 2      |        | 1      |
| Quelle    | [ 12 ] | [ 13 ] | [ 14 ] | [ 15 ] | [ 16 ] | [ 17 ] | [ 18 ] | [ 19 ] | [ 20 ] | [ 21 ] | [ 1 ]  |

## Religion
Der Ort ist seit der Reformation evangelisch-lutherisch geprägt und bis heute nach St. Leonhard (Untermichelbach) gepfarrt. Die Katholiken gehören zu Heilig Kreuz (Wittelshofen), einer Expositur der Pfarrei Maria Immaculata (Dürrwangen).

## Die Sage von der Teufelsmauer
Die Entstehung der sogenannten Teufelsmauer, die im 18. Jahrhundert noch stellenweise bis zu anderthalb Meter hoch war, konnten sich die Bewohner der Gegend nicht erklären und brachten sie mit dem Teufel in Verbindung. Bei Wilburgstetten liegen beispielsweise die Höllmühle, der Höllbach und die Höllweiher auf dem Terrain des Limes.